# Lémnos
Lémnos (či Limnos) (druhý pád Lemnu, řecky: Λήμνος) je ostrov na severu Egejského moře patřící Řecku. Spolu s okolními malými neobydlenými ostrůvky tvoří stejnojmennou obec. Spolu s ostrovem Agios Efstratios ležícím na jihozápadě je součástí stejnojmenné regionální jednotky.

## Obyvatelstvo

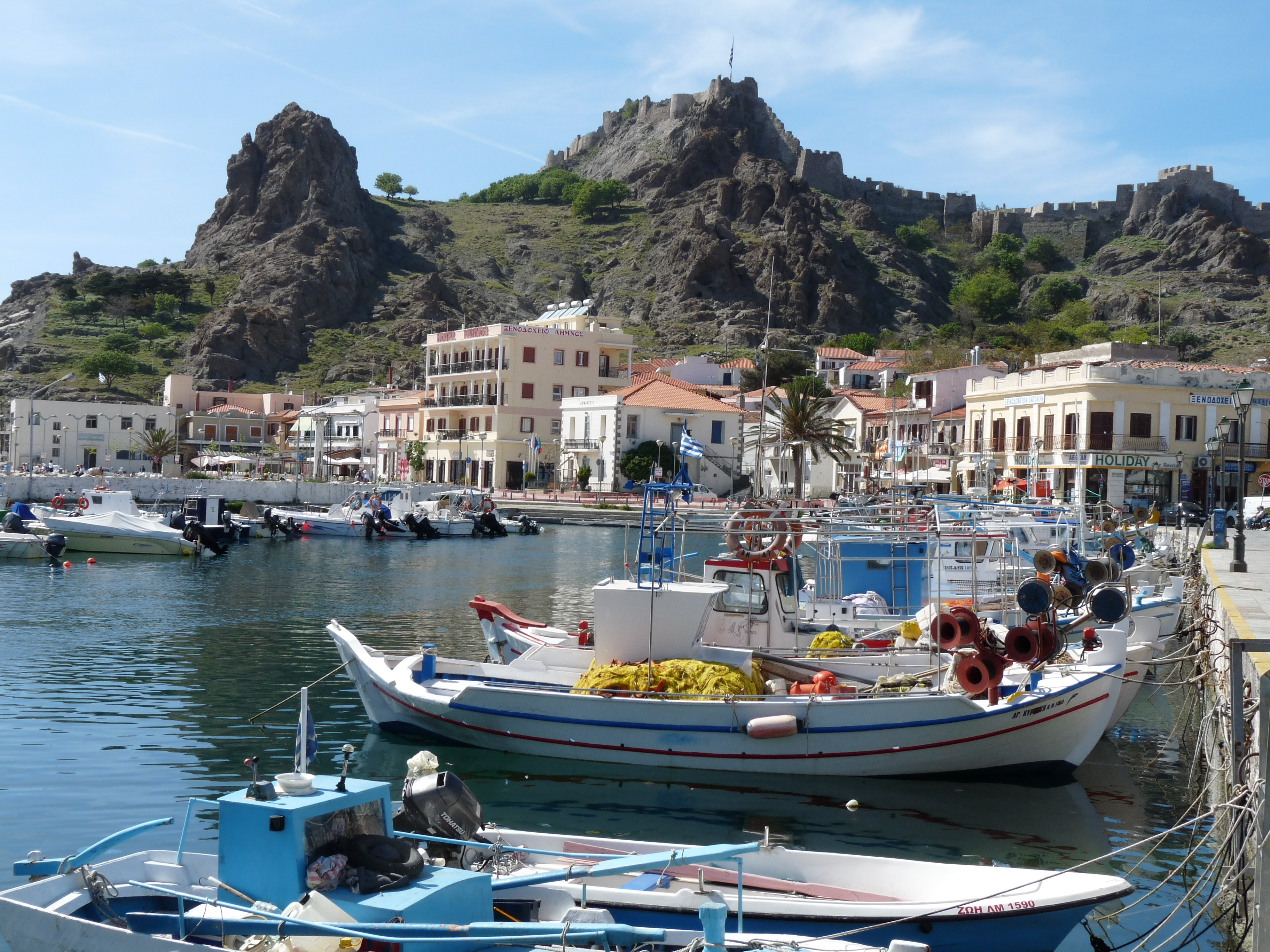
Pohled na přístav Myrina a hrad Kastro

V obci žilo v roce 2011 16 992 obyvatel. Obec Lémnos se člení na čtyři obecní jednotky, které se dále skládají z komunit a ty z jednotlivých sídel, tj. měst a vesnic. V závorkách je uveden počet obyvatel obecních jednotek a komunit.
- Obecní jednotka Atsiki (2535) – komunity: Agios Dimitrios (812), Atsiki (900), Dafni (158), Karpasi (181), Katalakko (46), Sardes (215), Varos (223).
- Obecní jednotka Moudros (3925)- komunity: Fisini (107), Kalliopi (207), Kaminia (243), Kontopouli (634), Lychna (320), Moudros (974), Panagia (383), Plaka (310), Repanidi (266), Roussopouli (94), Romanou (302), Skandali (85).
- Obecní jednotka Myrina (8006) – komunity: Kaspakas (792), Kornos (267), Myrina (5711), Platy (785), Thanos (451).
- Obecní jednotka Nea Koutali (2526) – komunity: Angariones (116), Kallithea (182), Kontias (572), Livadochori (373), Nea Koutali (442), Pedino (268), Portianou (314), Tsimandria (259).

## Geografie
Rozloha ostrova a obce čítá 476 km². Ostrov má z velké části hornatý charakter, avšak nalezneme zde i úrodné nížiny. Nejvyšší horou je Vigla dosahující nadmořské výšky 434 m.
Nejvýznamnější města jsou Myrina s 5711 obyvateli na západním pobřeží a Moudros s 974 obyvateli na východním. Hlavní město Myrina je důležitým obchodním centrem, díky svému významnému přístavu.
Na ostrově panuje středomořské klima s mírnými zimami. Podzimní období je charakteristické silným větrem.

## Hospodářství
Horský terén je využíván zejména jako pastviny pro ovce. Z plodin se četně vyskytují morušovníky a ovocné stromy. Nejsou zde vhodné podmínky pro pěstování oliv. Na ostrově se nachází několik pláží. Ostrov je ideálním cílem pro cestovní ruch. Díky své strategicky významné poloze v Egejském moři se na ostrově nachází řecká vojenská základna.

## Historie
Původně byl ostrov zřejmě osídlen Thráky a o jeho rané historii je známo velice málo. Existuje nález hrobky s písemným pozůstatkem dokumentující lemnoštinu (jazyk Lemnojců), který vykazuje četné podobnosti s jazykem Etrusků.
Okolo roku 800 př. n. l. byl ostrov dobyt Řeky, kteří byli ovšem po cca 100 letech na čas vytlačeni a svoji mocenskou pozici zde opět upevnili až okolo roku 600 př. n. l. Ostrov poté patřil Athénám a po celé helénské období sdílel svůj osud s Řeckem.
Roku 1657 byl ostrov obsazen Turky a až roku 1912 byl v rámci 1. balkánské války opět sjednocen s Řeckem.
30. října 1918 bylo v Mudrosu podepsáno příměří mezi Spojenci a osmanskou říší, jež na Blízkém východě ukončilo válečné akce 1. světové války.

## Mytologie
V řecké mytologii je ostrov Lémnos domovem řeckého boha ohně Héfaista a nalézá se zde jeho pověstná dílna.